# 硫酸铬铵
硫酸鉻銨，又稱硫酸铬(III)铵，是一種化學物質，分子式為NH4Cr(SO4)2，存在十二水合物，可溶於水，它的十二水合物可由重铬酸铵和硫酸、乙醇在水中反应、结晶得到。